# 1974 في التلفزيون البريطاني
هذه قائمة بالأحداث المتعلقة التي حدثت بالتلفزيون البريطاني منذ عام 1974.

## الأحداث

### يناير
- 5 يناير
  - يبدأ Tiswas كبرنامج محلي في Midlands (على ATV) ، لكنه لا يظهر في معظم محطات ITV حتى سبتمبر 1981 (وليس في جزر القنال أبدًا).

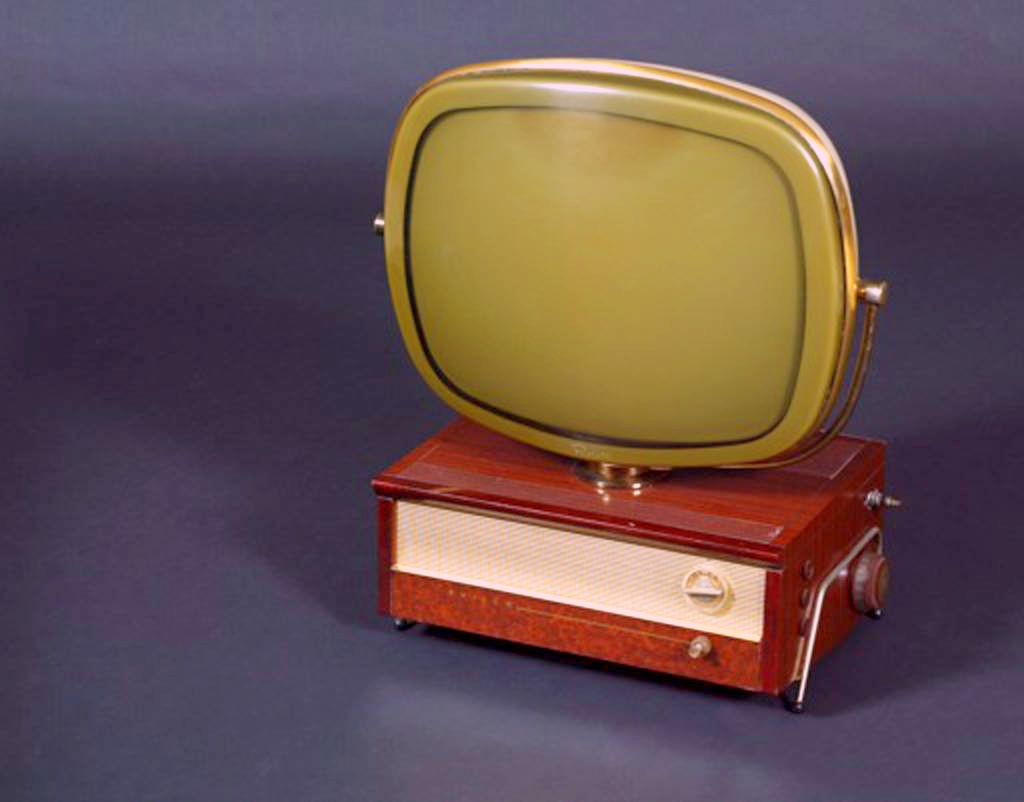

  - بسبب أزمة النفط المستمرة عام 1973 ، أمرت الحكومة كلاً من خدمات تلفزيون BBC و ITV بإغلاق كل ليلة في الساعة 10:30 مساءً لتوفير الكهرباء. سوف تتناوب عمليات الإغلاق المبكرة في وقت لاحق كل يوم بين BBC و ITV. تنتهي عمليات الإغلاق المبكرة يوم الجمعة 8 فبراير.
- 7 يناير - يتم بث موجز إخباري إقليمي لمدة دقيقتين في منتصف بعد الظهر على BBC1 لأول مرة. يتم بثه مباشرة قبل بدء برامج الأطفال بعد الظهر.
- 30 كانون الثاني (يناير) - تعرض قناة BBC2 أول برامج الجامعة المفتوحة في الصباح الباكر، وتبث بين الساعة 6.40 صباحًا والساعة 7.30 صباحًا.[1]

### فبراير
- 12 فبراير - بثت قناة BBC2 أول مسلسل تلفزيوني للأطفال Bagpuss ، من إنتاج Peter Firmin و Oliver Postgate 's Smallfilms in stop motion animé .
- 22 فبراير - قناة BBC2 تبث الدراما Girl كجزء من سلسلة مختارات Second City Firsts .[2] الدراما، التي تحكي قصة علاقة غرامية بين ضابطين في الجيش، هي الأولى على التلفزيون البريطاني التي تعرض قبلة مثلي الجنس بين امرأتين.[3]

### مارس
- لا أحداث.

### أبريل
- 6 أبريل - أقيمت مسابقة الأغنية الأوروبية التاسعة عشرة في دوم في برايتون، وأنتجتها وبثتها هيئة الإذاعة البريطانية . تستضيف كاتي بويل الحدث للمرة الرابعة. فازت السويد بالمسابقة بأغنية" Waterloo " التي يؤديها ABBA ، والتي أصبحت أول مجموعة تفوز بالمسابقة. استمروا في تحقيق نجاح دولي كبير.
- أبريل - تم إنشاء لجنة عنان حول مستقبل البث لمناقشة صناعة البث في المملكة المتحدة ، بما في ذلك التقنيات الجديدة وتمويلها ودور وتمويل هيئة الإذاعة البريطانية وهيئة البث المستقلة ومعايير البرامج.

### مايو
- لا أحداث.

### يونيو
- 8 يونيو - ظهر جون بيرتوي بشكل منتظم كثالث طبيب في اللحظات الختامية من الجزء السادس من مسلسل Doctor Who المسلسل Planet of the Spiders . يظهر توم بيكر لفترة وجيزة باعتباره الطبيب الرابع في ختام هذا المسلسل.

### يوليو
- لا أحداث.

### أغسطس
- 5 أغسطس - لأول مرة في برنامج أطفال ما قبل المدرسة، يغطي العرض Inigo Pipkin وفاة الشخصية الرئيسية، Inigo ، حيث توفي الممثل الذي لعب دوره (جورج وودبريدج). تم تغيير اسم العرض إلى Pipkins .

### سبتمبر
- 23 سبتمبر -
  - يتم نشر خدمة النص التليفزيوني في BBC Ceefax في 30 صفحة من المعلومات.
  - تبدأ مدارس BBC في بث برامجها بالألوان.

### أكتوبر
- 16 تشرين الأول (أكتوبر) - ظهر صابون اللغة الويلزية Pobol y Cwm لأول مرة على بي بي سي ويلز.[4]

### نوفمبر
- لا أحداث.

### ديسمبر
- 5 ديسمبر - «البث السياسي للحزب»، الحلقة الأخيرة من سيرك مونتي بايثون الطائر ، تُذاع على قناة BBC2 .
- 28 ديسمبر - توم بيكر يجعل أول ظهور له كامل مثل طبيب الرابع في طبيب التسلسلي روبوت .

### غير معروف
- بدأت ITV في تطوير خدمة النص التليفزيوني ORACLE . مواعيد إطلاقها غير واضحة، لكنها أصبحت شائعة حوالي عام 1980.

## لأول مرة

### بي بي سي الأولى
- 3 كانون الثاني (يناير) - ليس نصف حار أمي (1974-1981)
- 7 يناير - Tom's Midnight Garden (1974)
- 18 يناير - هايدي (1974)
- 20 يناير - جون هاليفاكس، رجل نبيل (1974)
- 28 يناير - حرب كاري (1974)
- 20 فبراير - مارتي باك معا مرة أخرى (1974)
- 15 مارس سقوط النسور (1974)
- 3 أبريل - كتفا إلى كتف (1974)
- 4 أبريل - سبعة أستراليين صغار (1973)
- 9 أبريل - شركة الكهرباء (1971-1977)
- 10 أبريل - أمير الدنمارك (1974)
- 17 أبريل - بدون قيود (1974)
- 9 مايو - سعيد إلى الأبد (1974-1978)
- 20 مايو - Dial M for Murder (1974)
- 24 مايو - تغريدة العالم الصغير لصموئيل (1974-1975)
- 9 يوليو - مسرح وودهاوس (1974-1978)
- 5 سبتمبر - عصيدة (1974-1977)
- 7 أكتوبر - قضية إليزا أرمسترونج (1974)
- 21 أكتوبر - روبارب (1974 بي بي سي، 2005-2013 القناة الخامسة)
- 20 أكتوبر - هايدي (1974)
- 23 أكتوبر - المرة الثانية (1974–1975)
- 13 نوفمبر - اللغز الصيني (1974)
- 22 تشرين الثاني (نوفمبر) - عالم الضحك لكين دود (1974-1976)
- 1 ديسمبر -
  - ديفيد كوبرفيلد (1974)
  - عاصفة التجمع (1974)
- 4 ديسمبر - ميليسا (1974)
- 20 ديسمبر - شعب تشرشل (1974–1975)
- 31 كانون الأول (ديسمبر) - السيد مين (1974-1978 ؛ 1983-1988 يعيد العرض مع Little Miss)

### بي بي سي الثانية
- 19 يناير - The Pallisers (1974)
- 12 فبراير - باجبوس (1974)
- 3 مارس - قصص قبل النوم (1974)
- 5 مارس - سيدة البحر (1974)
- 13 مارس - مسرح BBC2 (1974-1982)
- 21 أبريل - ممارسة كارنفورث (1974)
- 22 أبريل - حفلة تنكرية (1974)
- 14 يوليو - The Double Dealers (1974)
- 17 أغسطس - ذا هاغارد فالكون (1974)
- 18 سبتمبر - الميكروبات والرجال (1974)
- 3 نوفمبر - امرأة سيئة السمعة (1974)
- 9 نوفمبر - الكعك والبيرة (1974)
- 17 نوفمبر - نهاية عرض الرصيف (1974–1976)
- 30 نوفمبر - الحياة المبكرة لستيفن هند (1974)
- 1 ديسمبر - يوم مع دانا (1974–1975)
- 19 ديسمبر - One-Upmanship (1974–1978)
- 28 ديسمبر - وردة غير رسمية (1974-1975)

### آيت تي في
- 4 كانون الثاني (يناير) - داخل هذه الجدران (1974–1978)
- 5 كانون الثاني (يناير) - تسواس (1974-1982)
- 7 يناير - أتمنى لو كنت هنا...؟ (1974-2003 ، 2008)
- 16 يناير - عقد الصفحة الأولى (1974)
- 25 فبراير - زودياك (1974)
- 3 مارس - ليس على نيلك (1974–1975)
- 5 مارس - نابليون والحب (1974)
- 10 مارس - Death or Glory Boy (1974)
- 16 مارس - من قتل الخروف؟ (1974)
- 24 مارس - بوي دومينيك (1974)
- 5 أبريل -
  - The Aweful Mr.Goodall (1974)
  - عصابة حديقة الحيوان (1974)
- 9 أبريل - القليل من الحكمة (1974-1976)
- 13 أبريل - نادي وييلتابرز وشانترز الاجتماعي (1974-1977)
- 21 أبريل -
  - الطفولة (1974)
  - دكتور في البحر (1974)
- 22 أبريل - اسمي هاري وورث (1974)
- 1 مايو - . . . والأم تصنع خمسة (1974-1976)
- 3 مايو - رجلي العجوز (1974-1975)
- 13 مايو - سكيبوي (1974)
- 24 مايو - مضحك ها ها (1974)
- 28 مايو - سينما الكرسي (1974–1975)
- 1 يونيو - سميك مثل اللصوص (1974)
- 2 يونيو - سبعة وجوه للمرأة (1974)
- 29 يونيو - مودي وبيغ (1974-1975)
- 8 يوليو - السناجب (1974-1977)
- 9 يوليو - كابوني إنفستمنت (1974)
- 10 يوليو -
  - جولي في شارع سمسم (1973)
  - الدراما الليلية (1974–1975)
- 15 يوليو - الجندي وأنا (1974)
- 16 يوليو - قاعة القرية (1974–1975)
- 24 يوليو - كيف حال والدك؟ (1974-1975)
- 27 يوليو -
  - لا تشرب الماء (1974-1975)
  - فتاة جيدة (1974)
  - فيكي الفايكنج (1974-1975)
- 28 يوليو - أنتوني وكليوباترا (1974)
- 15 أغسطس - The Inheritors (1974)
- 2 سبتمبر - ارتفاع الرطوبة (1974-1978)
- 13 سبتمبر - عرض راسل هارتي (1974–1983)
- 15 سبتمبر -
  - الحياة السرية القصوى لإدغار بريجز (1974)
  - ملكة جمال نايتنجيل (1974)
- 20 سبتمبر - الغرباء الحميمون (1974)
- 23 سبتمبر - مجموعة بادجر (1974)
- 24 سبتمبر - الملك لير (1974)
- 26 سبتمبر - الأب براون (1974)
- 29 سبتمبر - شؤون القلب (1974–1975)
- 30 سبتمبر - أوه لا إنه سيلوين فروجيت (1974-1978)
- 2 أكتوبر - الذهاب إلى حزمة (1974–1976)
- 4 أكتوبر - لا، بصراحة (1974-1975)
- 5 نوفمبر -
  - جيني (1974)
  - الغرف (1974-1977)
- 6 نوفمبر - روج روك (1974)
- 13 نوفمبر - Follow That Dog (1974)
- 31 ديسمبر - شبح كانترفيل (1974)

## البرامج التلفزيونية المستمرة

### عشرينيات القرن الماضي
- بي بي سي ويمبلدون (1927-1939، 1946-2019، 2021 حتى الآن)

### الثلاثينيات
- سباق القوارب (1938-1939، 1946-2019)
- بي بي سي للكريكيت (1939، 1946-1999، 2020-2024)

### الأربعينيات
- تعال للرقص (1949-1998)

### الخمسينيات
- الأيام الخوالي (1953-1983)
- بانوراما (1953 حتى الآن)
- ديكسون دوك جرين (1955-1976)
- ممتاز جدا (1955-1984، 2020 إلى الوقت الحاضر)
- فرصة نوكس (1956-1978، 1987-1990)
- هذا الأسبوع (1956-1978، 1986-1992)
- مسرح الكرسي (1956-1974) [5]
- ماذا تقول الأوراق (1956-2008)
- السماء في الليل (1957 إلى الوقت الحاضر)
- بلو بيتر (1958 إلى الوقت الحاضر)
- المدرج (1958-2007)

### الستينيات
- شارع التتويج (1960 إلى الوقت الحاضر)
- أغاني التسبيح (1961 - حتى الآن)
- سيارات زي (1962-1978)
- سحر الحيوان (1962-1983)
- دكتور هو (1963-1989، 1996، 2005 حتى الآن)
- العالم في العمل (1963-1998)
- توب أوف ذا بوبس (1964-2006)
- مباراة اليوم (1964 حتى الآن)
- مفترق طرق (1964-1988، 2001-2003)
- مدرسة اللعب (1964-1988)
- السيد والسيدة (1964-1999)
- اتصل بي بلاف (1965-2005)
- عالم الرياضة (1965-1985)
- جاكانوري (1965-1996، 2006)
- سبورتس نايت (1965-1997)
- إنها ضربة قاضية (1966-1982، 1999-2001)
- برنامج المال (1966-2010)
- الطلقة الذهبية (1967-1975)
- مسرح ITV (1967-1982)
- جيش أبي (1968-1977)
- العقعق (1968-1980)
- المباراة الكبيرة (1968-2002)
- عرض بيني هيل (1969-1989)
- على الصعيد الوطني (1969-1983)
- اختبار الشاشة (1969-1984)

### السبعينيات
- الأشياء الجيدة (1970-1982)
- الطابق العلوي، الطابق السفلي (1971-1975، 2010-2012)
- خط أوندين (1971-1980)
- اختبار صافرة غراي القديمة (1971-1987)
- The Two Ronnies (1971–1987، 1991، 1996، 2005)
- أحب جارك (1972-1976)
- كلابيربورد (1972-1982)
- محكمة التاج (1972-1984)
- طاحونة بيبل آت ون (1972-1986)
- هل يتم خدمتك؟ (1972-1985)
- قوس قزح (1972-1992، 1994-1997)
- إميرديل (1972 حتى الآن)
- نيوزراوند (1972 حتى الآن)
- عطلة نهاية الأسبوع العالمية (1972-1988)
- بيبكينز (1973-1981)
- نحن الأبطال (1973-1987)
- آخر نبيذ الصيف (1973-2010)
- هكذا الحياة! (1973-1994)

## إنتهت في عام 1974
- غير معروف - كريستال تيبس وأليستير (1971-1974)
- 1 فبراير - الحماة (1972-1974)
- 1 أبريل - كولديتز (1972-1974)
- 6 مايو - باجبوس (1974)
- 8 مايو - العالم في حالة حرب (1973-1974)
- 9 مايو - الفرع الخاص (1969-1974)
- 9 يوليو - مسرح كوميدي (1961-1974)
- 10 تشرين الأول (أكتوبر) - Clangers (1969–1974 ، 2015 إلى الوقت الحاضر)
- 28 تشرين الأول (أكتوبر) - ليلة الأحد في بلاديوم لندن (1955-1967، 1973-1974)
- 5 ديسمبر - سيرك مونتي بيثون الطائر (1969-1974)
- 24 ديسمبر - ماذا حدث للفتيان المحتملين؟ (1973-1974)
- 26 ديسمبر - ستيبتو وابنه (1962-1965، 1970-1974)
- 31 ديسمبر - هايدي (1974)

## المواليد
- 1 يناير - كلير كالبريث، ممثلة
- 2 يناير - كارين جيانوني، مذيعة أخبار
- 12 يناير - ميلاني تشيشولم ، مغنية بريطانية (سبايس جيرلز)
- 30 يناير - أوليفيا كولمان ، ممثلة
- 22 فبراير - كريس مويلز، فارس القرص البريطاني
- 21 مارس - أورسولا هولدن جيل، الممثلة البريطانية (إمرديل)
- 11 أبريل - زوي لوكر، الممثلة الإنجليزية
- 17 أبريل - فيكتوريا بيكهام ، مغنية إنجليزية (سبايس جيرلز)
- 24 أبريل - ديفيد فيتي، المعروف أيضًا باسم كوميدي ديف، مضيف تلفزيوني بريطاني
- 1 مايو - تامزين ماليسون، ممثلة
- 8 مايو - جون تيكل، مضيف تلفزيوني إنجليزي
- 27 مايو - دينيس فان أوتين ، ممثلة ومقدمة برامج تلفزيونية
- 9 يوليو - داني بير، مغنية وممثلة ومقدمة برامج تلفزيونية
- 14 يوليو - ديفيد ميتشل ، الممثل الكوميدي والممثل
- 31 يوليو - إميليا فوكس ، الممثلة الإنجليزية
- 21 أغسطس - بول شودري، الممثل الكوميدي والممثل البريطاني
- 23 أغسطس - راي بارك ، ممثل اسكتلندي
- 17 أكتوبر - ماثيو ماكفادين ، ممثل إنجليزي
- 4 نوفمبر - لويز ريدناب ، مغنية إنجليزية
- 11 ديسمبر - بن شيبارد، مقدم برامج تلفزيونية
- 12 ديسمبر - ستيفن أرنولد، ممثل
- 13 ديسمبر - سارة كوكس ، مقدمة البرامج الإذاعية والتلفزيونية الإنجليزية
- غير معروف - مارك ديمون، ممثل

## حالات الوفاة
- 22 أغسطس - جاكوب برونوفسكي ، عالم ومقدم (The Ascent of Man)